# Mercado y lavadero en Flandes
Mercado y lavadero en Flandes es un óleo sobre lienzo del pintor flamenco Joos de Momper. Fue pintado en la década de 1620 y podría ser una colaboración entre de Momper y Jan Brueghel el Viejo. Se encuentra en el Museo del Prado de Madrid (España).

## Descripción
La obra es una mezcla de pintura de paisaje y pintura de género. Muestra una escena de la vida rural típica de Flandes. Las personas extienden telas en un campo de blanqueo, un espacio abierto utilizado para extender telas tejidas en el suelo, con el fin de purificarlas y blanquearlas por la acción de la luz solar.
Los campos de blanqueo también eran comunes en el norte de Inglaterra, adonde los flamencos emigraron en gran número durante la época medieval y principios de la moderna; por ejemplo, se cree que el nombre de la ciudad de Whitefield, en las afueras de Mánchester, deriva de los campos de blanqueo medievales utilizados por los colonos flamencos.
A la izquierda, la pintura representa un bullicioso mercado de la ciudad. Hay un agradable contraste entre el animado y frenético mercado y el plácido campo de blanqueo; así como entre el primer plano y el elevado cielo. 

## Historia
El cuadro se encuentra actualmente en el Museo del Prado de Madrid. Formó parte de la Colección Real desde al menos principios del siglo XVIII, cuando se encontraba en el Palacio de la Zarzuela.

## Otras lecturas
- Díaz Padrón, Matías. Recchiuto, Alberto, Aplicación de los rayos X al estudio de algunas pinturas en el Museo del Prado, Medica Mundi. Una revisión de la radiología moderna y la electrónica médica, 18, 1973, págs. 98-106.
- Díaz Padrón, Matías, Dos lienzos de Joost de Momper atribuidos a Brueghel en el Museo del Prado, Archivo Español de Arte, 48, 1975, pp.271.
- Museo Nacional del Prado, Museo del Prado: catálogo de pinturas. Escuela flamenca Siglo XVII/ por Matías Díaz Padrón, Museo del Prado. Patrimonio Nacional de Museos, Madrid, 1975, págs.198.
- Ertz, Klaus, Josse de Momper Der Jungere. 1564-1635. Die Gemalde Mit Krit, Luca, Freren, 1986, págs. 55,202,571/ lám.217.
- Museo Nacional del Prado, La pintura flamenca en el Prado, IbercajaFonds Mercator, Madrid, 1989, págs.138.
- Díaz Padrón, Matías, El siglo de Rubens en el Museo del Prado: catálogo razonado, Prensa Ibérica, Barcelona, 1995, pp. 254.
- Honig, Elizabeth Alice, Painting & the Market in Early Modern Antwerp, Yale University Press, Yale, 1998, págs.12.
- Ertz, Klaus, Jan Brueghel der Ältere (1568-1625): kritischer katalog der Gemälde, Luca Verlag, Lingen, 2008.
- Posada Kubissa, Teresa, El paisaje nórdico en el Prado. Rubens, Brueghel, Lorena, Museo Nacional del Prado, Madrid, 2011, págs.78-79, 159/20.
- Joost de Momper, gato. exp., Ámsterdam, 1930.
- Vlieghe, Hans, Arte y arquitectura flamenca 1585-1700, Madrid, Cátedra, 2000, pp. 287-289.
- Díaz Padrón, Matías, El siglo de Rubens en el Museo del Prado. Catálogo razonado de pintura flamenca del siglo XVII, Barcelona, Editorial Prensa Ibérica, y Madrid, Museo del Prado, 1995, p. 751.
- Ertz, Klaus, Joos de Momper der Jüngere. Die Gemälde mi kritischem Oeuvrekatalog, Freren, Luca Verlag, 1986.
- Thiéry, Yvonne, y Kervyn de Meerendré, Michel, Les peintres flamands de paysage au XVIIe siècle: des précurseurs à Rubens, Bruselas, Éditions d'Art * * * Lefèbvre et Gillet, 1953, pp. 138-161.